# Adam Basil
Adam Basil (né le 14 avril 1975) est un ancien athlète australien, spécialiste du sprint.
Médaillé de bronze aux Championnats du monde sur 4 × 100 m, ses meilleurs temps sont :
- 100 m : 10 s 29 (1,20) Gold Coast 	12/04/2003
- 200 m : 21 s 06 (0,80) Brisbane 	26/11/2005

En 2004, il a été finaliste du relais, en lançant la course, une première pour l'Australie aux JO.